# 824

## Decese
- 11 februarie: Papa Pascal I  (n. 775)
- 25 decembrie: Han Yu  (n. 768)
- dată necunoscută: Mauring de Spoleto  (n. ?)
- 25 martie: Suppo I de Spoleto  (n. ?)
- dată necunoscută: Adelard de Spoleto  (n. ?)